# Tvären
Tvären – krater uderzeniowy, położony pod dnem zatoki Tvären w Szwecji, w pobliżu miejscowości Studsvik. Krater nie jest widoczny na powierzchni.
Wiek krateru został oceniony na około 455 milionów lat, czyli powstał on w ordowiku. Został utworzony przez uderzenie niewielkiej planetoidy w ówczesne dno morskie, w skały osadowe przykrywające podłoże krystaliczne.